# Because of You (serie de televisión)
Because of You es una serie de televisión filipina transmitida por GMA Network desde el día 30 de noviembre de 2015 hasta el 13 de mayo de 2016. Está protagonizada por Gabby Concepcion, Carla Abellana y Rafael Rosell.

## Elenco

### Elenco principal
- Gabby Concepcion como Jaime Salcedo.
- Carla Abellana como Andrea Marquez.
- Rafael Rosell como Oliver Dictado.
- Valerie Concepcion como Veronica Salcedo.

### Elenco secundario
- Vaness del Moral como Alex Tamayo.
- Iya Villania como Rebecca Reyes.
- Celia Rodríguez como Feliza Salcedo.
- Joyce Ching como Cheska Salcedo.
- Kuh Ledesma como Charina Santiago.
- Bettina Carlos como Patricia Sánchez.
- Carlo Gonzales como Henry Sodico.
- Eunice Lagusad como Yaya Iska.
- Mosang como Yaya Malou.
- Enzo Pineda como Sonny Lacson.
- Michael Flores como Dennis dela Peña.
- Rey Abellana como Conrado Marquez.
- Arny Ross como Lizzy.
- Betong Sumaya como Albert.
- Frencheska Farr como Mildred.
- Julius Escarga como Michael Salcedo.
- Sofia Pablo como Candy Salcedo.
- Jacob Briz como Iñigo Salcedo.
- Lance Serrano como el mejor amigo de Oliver.
- Oli Espino como Mando.